# Eunice balfouriana
Eunice balfouriana är en ringmaskart som först beskrevs av McIntosh 1885.  Eunice balfouriana ingår i släktet Eunice och familjen Eunicidae.
Artens utbredningsområde är havet kring Nya Zeeland. Inga underarter finns listade i Catalogue of Life.